# Lapeirousia tenuis
Lapeirousia tenuis är en irisväxtart som först beskrevs av Peter Goldblatt, och fick sitt nu gällande namn av Peter Goldblatt och John Charles Manning. Lapeirousia tenuis ingår i släktet Lapeirousia och familjen irisväxter. Inga underarter finns listade i Catalogue of Life.